# Schiltigheim
Schiltigheim (alzaško Schílige) je severozahodno predmestje Strasbourga in občina v severovzhodnem francoskem departmaju Bas-Rhin regije Alzacije. Leta 2010 je naselje imelo 30.952 prebivalcev.

## Geografija
Naselje leži na severozahodu Strasbourga; je njegovo največje predmestje.

## Administracija
Schiltigheim je sedež istoimenskega kantona, vključenega v okrožje Strasbourg-Campagne.

## Zgodovina
Schiltigheim sega v čas 9. stoletja, ko se je začel razvijati okoli gradu in cerkve. Več kot 700 let je pripadal Svetorimskemu cesarstvu.